# Mezinárodní den dobrovolníků
Mezinárodní den dobrovolníků je svátek připomínaný vždy 5. prosince. Slaví se od roku 1985, kdy jej vyhlásila Organizace spojených národů (OSN). Prvně se slavil až roku 1986. Svátek slouží k připomenutí důležitosti dobrovolnické práce pro společnost.

## Den dobrovolníků v Česku
V Česku působí mnoho dobrovolnických organizací, některé dobrovolníky zprostředkovávají dalším organizacím, jiné je využívají pro své potřeby, jsou i společnosti, které mezi sebou propojují zájemce o dobrovolnictví s dobrovolnickými organizacemi, například HeroClan. Dobrovolnické organizace mohou být akreditované a odpovídají tedy zákonu a spadají pod Ministerstvo vnitra, jiné nejsou akreditované a nemají příspěvky od MV. Některé dobrovolnické organizace si tento den připomínají, též existuje projekt na propagaci dobrovolnictví nazvaný Dny dobrovolnictví.